# 福島市もちずり学習センター
福島市もちずり学習センター（ふくしまし もちずりがくしゅうセンター）は、福島県福島市にある生涯学習施設である。

## 概要
福島市学習センター条例に基づき設置された学習センターの一つであり、福島市東部地区の岡部に位置する。もともと福島市もちずり公民館として利用されており、東部地区住民の生涯学習の拠点として利用されてきた。建物は改築により福島市役所東部支所との合築となっており、隣接して福島市東部体育館が建てられており、地区の行政・文化の総合施設となっている。学習センターの付帯施設として体育館南側のホールが、支所の付帯施設として尾根を越えた先にある大波地区の住民サービスを担う大波出張所（1957年2月竣工、延べ床面積190.81平方メートル）が存在する。

## 施設
1階
- 図書室（福島市立図書館分館）
  - 読み聞かせ室
- 和室
- 第1研修室
- 実習室
- 福島市役所東部支所

2階
- 会議室
- ホール
- 第2研修室
- 講義室

付帯施設
- 付属ホール - 福島市東部体育館を挟んで南反対側に位置する。

## 沿革
- 1956年4月 - 福島市公民館の分館として岡山公民館が設置される。
- 1981年3月 - 福島市もちずり公民館として現在の建物が開館する。
- 1989年 - 厚生省雇用促進事業団からの補助を受け隣接して勤労者体育センターが建設され開館する。
- 2003年6月 - 市条例改正により勤労者体育センターの管轄が商工観光部所管を離れたことで、福島市東部体育館へ改称される。
- 2005年4月 - 福島市公民館条例が廃止され福島市学習センター条例が施行される。これにより従来の福島市もちずり公民館が福島市もちずり学習センター分館へ改称される。
- 2006年2月 - 改築工事が行われ、当学習センターと福島市役所東部支所の合築として開館する。

## 開館
- 開館時間 - 午前9時～午後9時（未登録団体の専用使用は午後5時45分まで）
- 休館日 - 毎週火曜日、国民の祝日、12月29日から翌年1月3日まで

## アクセス
- JR福島駅より福島交通バス文知摺・掛田行 高畑停留所より徒歩2分、月の輪・梁川行 岡部停留所より徒歩6分

## 周辺
- 福島市東部体育館
- 福島銀行岡部支店
- 文知摺郵便局
- 国道115号
- 福島県道4号福島保原線岡部バイパス